# Portugal en los Juegos Olímpicos de México 1968
Portugal estuvo representado en los Juegos Olímpicos de México 1968 por un total de 20 deportistas que compitieron en 6 deportes.  
El portador de la bandera en la ceremonia de apertura fue el regatista José Quina. El equipo olímpico portugués no obtuvo ninguna medalla en estos Juegos.